# 李镐汪

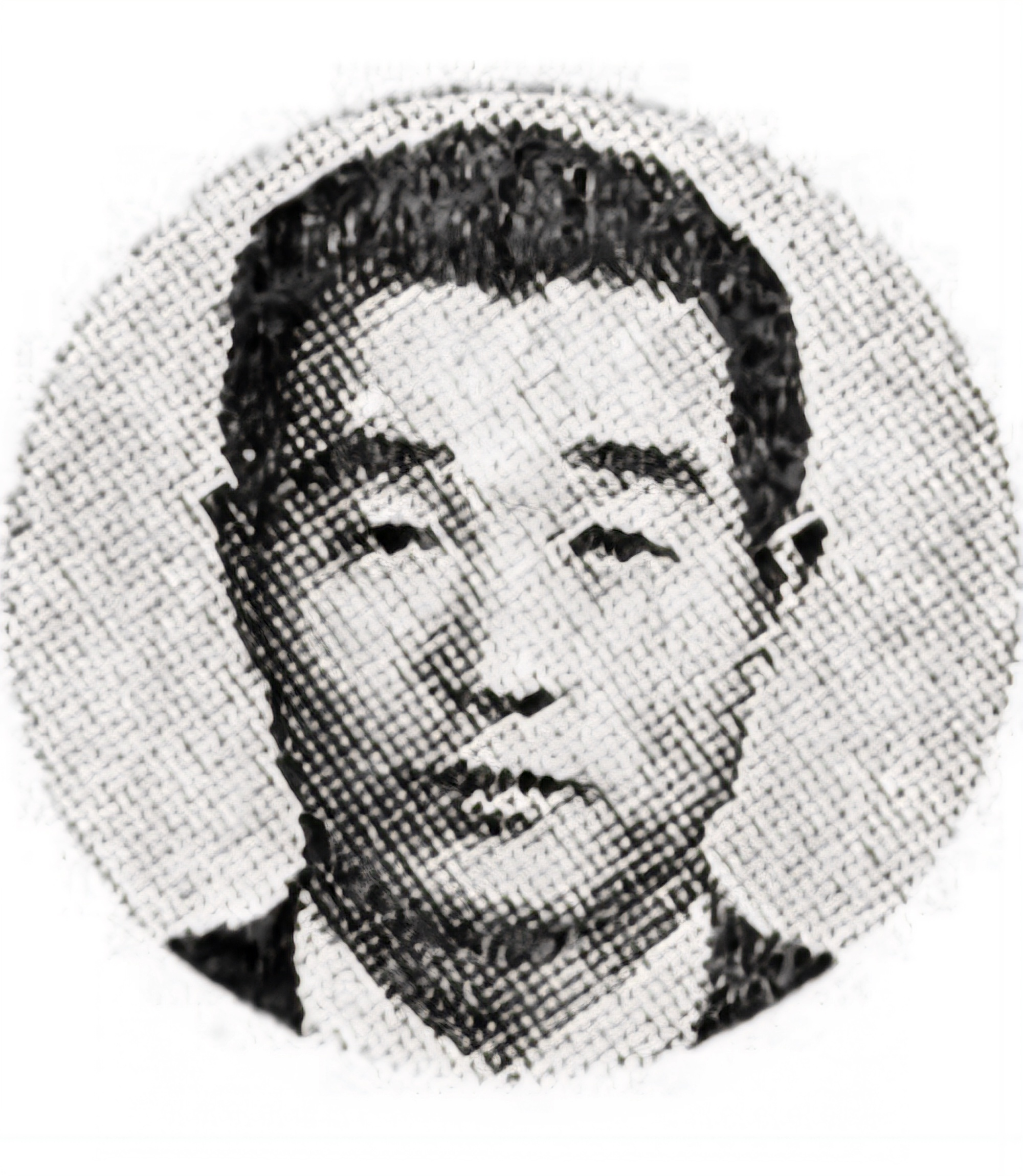
李镐汪(1972)

李镐汪（1928年10月26日－2022年7月5日）是韩国内科医生、流行病学家和病毒学家。在医学史上，他是首位主导完成以下三个关键步骤——发现引起人类疾病的病毒、开发该疾病的诊断方法、开发针对该疾病的疫苗——的人。

## 生平
李镐汪于1928年10月26日出生于日治朝鲜咸镜南道的新兴郡。他于1954年在首尔国立大学获得医学博士学位，并于1959年在明尼苏达大学获博士学位。1954年至1972年间，他担任首尔国立大学医学院微生物学教授，并曾担任医学院院长。1972年至1994年，他担任高丽大学病毒学系主任。1994年直至去世，他一直担任韩国峨山生命科学研究所所长。
1976年，李镐汪及其团队成功分离出引起韩国出血热的病毒；他们将其命名为汉坦病毒（Hantaan virus）。这一发现在国际医学研究界引起了轰动，因为自20世纪50年代初以来，分离该病毒一直是人们付出巨大努力的目标。分离病毒的研究过程充满危险，李镐汪的几名合作者就因接触慢性感染啮齿动物产生的气溶胶而患病。
1989年，李镐汪及其团队研发了一种福尔马林灭活的乳鼠脑组织汉坦病毒疫苗，该疫苗以商品名“汉他威™”自1990年起在韩国获批上市。1990年，富山哲夫与李镐汪发表了他们关于汉坦病毒感染快速血清诊断法的研究成果。
李镐汪成为首批在韩国本土持续开展研究而获得国际声誉的韩国科学家之一。

## 奖项与荣誉
- 1981年 — 当选韩国国家科学院院士[2]
- 1981年 — 被任命为世界卫生组织（WHO）病毒参考与研究合作中心主任[2]
- 1987年 — 担任国际肾综合征出血热大会主席[2]
- 1987年 — 获颁仁菴科学奖
- 1989年 — 获颁韩国科学奖
- 1992年 — 获颁湖岩奖[2]
- 1994年 — 获颁玛希敦亲王奖[8]
- 1998年 — 当选美国哲学会国际会员[9]
- 2002年 — 当选美国国家科学院外籍院士[10]
- 2004年 — 当选美国文理科学院外籍荣誉院士[11]
- 2021年 — 获颁科睿唯安引文桂冠獎（生理學或醫學獎）